# Mamersella anomola
Mamersella anomola är en kvalsterart som beskrevs av Hopkins 1967. Mamersella anomola ingår i släktet Mamersella och familjen Anisitsiellidae. Inga underarter finns listade i Catalogue of Life.